# Саваршин (Арад)
Саваршин (рум. Săvârşin) насеље је у Румунији у округу Арад у општини Саваршин. Oпштина се налази на надморској висини од 169 m.

## Историја
Године 1703-1715. Поморишка војна граница је имала војну јединицу састављену од Срба у Саваршину, која је била подређена арадском капетану.
Ту се налазио владарски дворац, румунског краља Михаила.

## Становништво
Према подацима из 2002. године у насељу је живело 3290 становника.

### Попис2002.
| Расподела становништва по националности 2002.‍ | Расподела становништва по националности 2002.‍ | Расподела становништва по националности 2002.‍ | Расподела становништва по националности 2002.‍ | Расподела становништва по националности 2002.‍ |
| --------------------------------------------- | --------------------------------------------- | --------------------------------------------- | --------------------------------------------- | --------------------------------------------- |
|                                               |                                               |                                               |                                               |                                               |
| Румуни                                        | Румуни                                        |                                               | 3.228                                         | 98,3%                                         |
| Мађари                                        | Мађари                                        |                                               | 33                                            | 1,0%                                          |
| Украјинци                                     | Украјинци                                     |                                               | 10                                            | 0,3%                                          |
| Немци                                         | Немци                                         |                                               | 12                                            | 0,4%                                          |

### Хронологија
| Година       | 1992 | 1993 | 1994 | 1995 | 1996 | 1997 | 1998 | 1999 | 2000 | 2001 | 2002 | 2003 | 2004 | 2005 | 2006 | 2007 | 2008 | 2009 | 2010 | 2011 | 2012 | 2013 | 2014 | 2015 | 2016 | 2017 |
| ------------ | ---- | ---- | ---- | ---- | ---- | ---- | ---- | ---- | ---- | ---- | ---- | ---- | ---- | ---- | ---- | ---- | ---- | ---- | ---- | ---- | ---- | ---- | ---- | ---- | ---- | ---- |
| Становништво | 3544 | 3510 | 3442 | 3439 | 3395 | 3342 | 3287 | 3243 | 3204 | 3154 | 3121 | 3101 | 3085 | 3072 | 3075 | 3083 | 3042 | 3016 | 3015 | 3003 | 2989 | 2961 | 2946 | 2936 | 2925 | 2912 |